# Giovanni Pierluigi da Palestrina

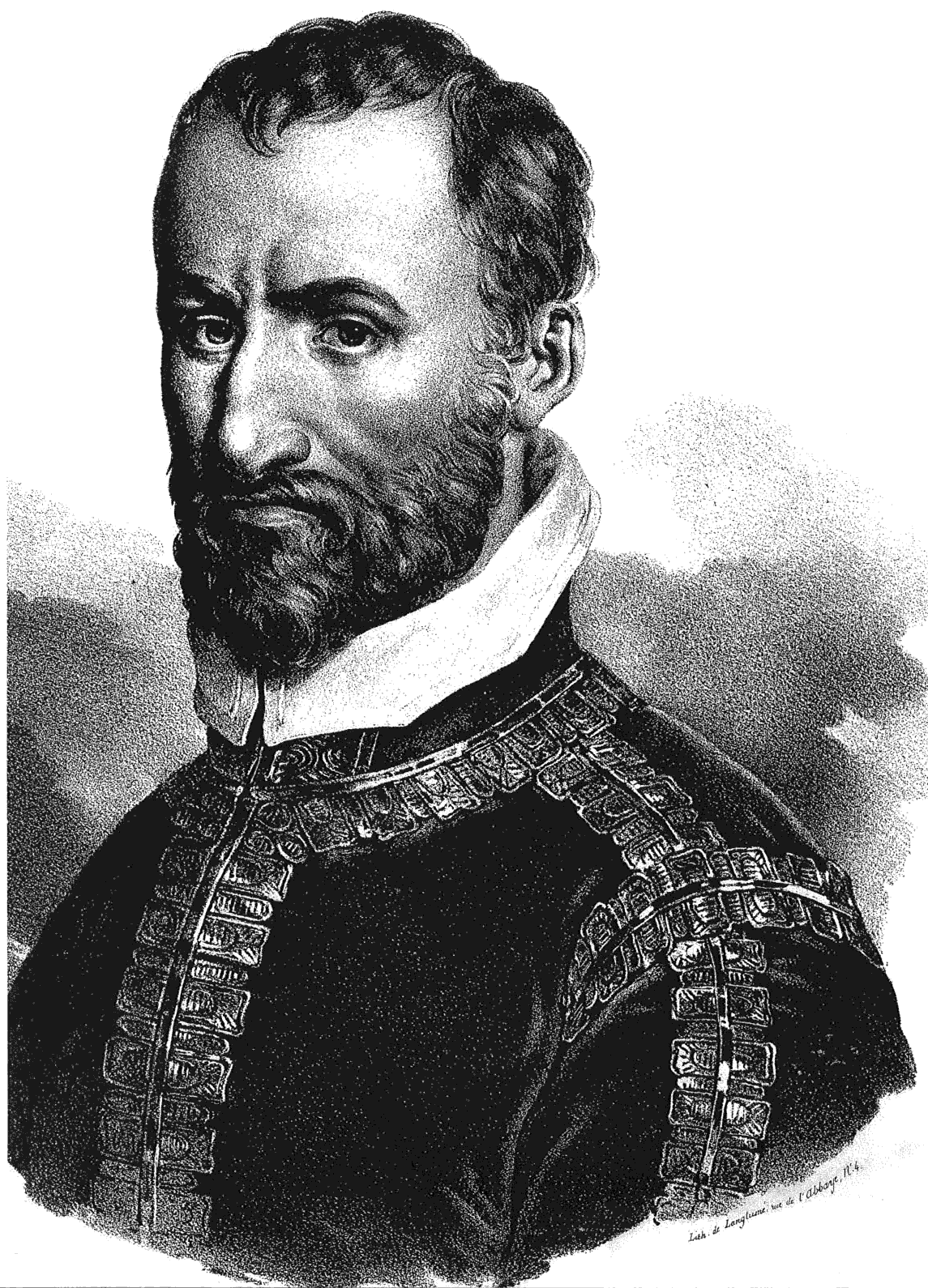
Giovanni Pierluigi da Palestrina.

Giovanni Pierluigi da Palestrina (Giovanni Pierluigi från Palestrina), född 1525 i staden Palestrina inte långt från Rom, död 2 februari 1594 i Rom, var en italiensk tonsättare av i huvudsak sakrala verk. Han tillhörde, och var tongivande inom den romerska skolan.

## Palestrinas liv
Giovanni Pierluigi uppfostrades tidigt som korgosse i katedralen i Palestrina och fick senare, troligtvis 1537, plats som korgosse i Santa Maria Maggiore i Rom. 1544 återvände han till Palestrina för en anställning som organist och sångare i stadens katedral. Biskopen av Palestrina valdes 1550 till påve under namnet Julius III och året efter kallade han Giovanni Pierluigi till en tjänst som kapellmästare i Cappella Giulia i Peterskyrkan. 
Omkring 1554 ingick Palestrina som sångare i påvens privata ensemble i Sixtinska kapellet. Denna ensemble åtnjöt hög status och det måste ses som ett steg uppåt i Palestrinas karriär, samtidigt som det var en bekräftelse på att han hade skapat sig ett visst anseende som musiker och tonsättare. Redan 1555 tvingades han dock lämna denna position. Den då nytillträdde påven Paulus IV återinförde en tidigare regel att sångarna i ensemblen måste vara prästvigda, vilket uteslöt Palestrina (som var gift sedan 1547). 
Samma år fick han dock en tjänst som kapellmästare i San Giovanni in Laterano. På denna post efterträdde han Orlando di Lasso. Tjänsten var väl ansedd men erbjöd små förhållanden vad beträffar konstnärligt arbete. Detta är sannolikt orsaken till att han 1560 bytte till en kapellmästartjänst i Santa Maria Maggiore, samma kyrka i vilken han en gång var korgosse. 1566 bytte han på nytt tjänst till en mindre väl betald lärartjänst vid jesuiternas nygrundade prästseminarium i Rom. Eventuellt hade bytet att göra med att hans söner fick gå som frielever vid seminariets internat. Det kan också tänkas att han föredrog att arbeta för jesuiterna som var mer vidsynta, eller åtminstone mer pragmatiska, vad gällde musikens roll i kyrkan.
Efter att ha förlorat sin hustru och två av sina söner i pestepidemier, förberedde sig Palestrina på att låta prästviga sig. Oavsett om planerna på att bli präst berodde på religiös övertygelse eller var ett sätt att skaffa sig större karriärmöjligheter som kyrkomusiker, så var kallet inte större än att han kunde överge dessa tankar för att istället gifta sig med en välbärgad pälshandlaränka. Från 1571 är Palestrina åter kapellmästare vid Cappella Giulia i Peterskyrkan, en tjänst som han innehar till sin död 1594. Han innehade då också titeln påvlig komponist, ett klart bevis på den ställning han erhållit i det musikliv som hade Rom som nav. Medlem av påvens ensemble i Sixtinska kapellet blev han dock aldrig igen.
Palestrina arbetade under största delen av sitt liv i Rom och för påven och kyrkan. Han undvek dock inte uppdrag från annat håll, utan sökte efter möjligheter till engagemang från musikintresserade personer och rika furstar, för att på så sätt få extra inkomster. Så var han exempelvis fast anställd som kapellmästare hos en kardinal d'Este 1567–1571. Förhandlingar med flera furstar samt kejsarhovet i Wien strandade dock på Palestrinas höga ekonomiska krav. Palestrina var vid sin död, genom sina två fördelaktiga äktenskap, en tämligen välbärgad man.

## Utmärkelser
Asteroiden 4850 Palestrina är uppkallad efter honom.

## Palestrinas musik
Huvuddelen av Palestrinas produktion är sakral, varav största delen utgörs av mässor. Hans verklista upptar totalt 105 mässor vilka kan indelas i tre grupper: 
1. Cantus firmus-mässor, vilka bygger på en melodi hämtad från en gregoriansk koral eller en profan visa. Denna melodi används i ursprungligt skick eller omformas rytmiskt eller melodiskt (s.k. parafrasmässa).
2. Parodimässor (eller transkriptionsmässor), vilka utgår från en tidigare existerande polyfont verk (tonsättarens eget eller någon annans), som en motett, madrigal eller chanson.
3. Frimässor (Missa Sine nomine), vilka bygger helt på nytt material av tonsättaren själv.

Palestrinas övriga sakrala verk omfattar bland annat cirka 250 motetter samt hymner, magnificat, andliga madrigaler med mera. Förutom kyrkliga verk skrev Palestrina också ett antal profana madrigaler. En stor del av Palestrinas verk trycktes under hans livstid eller strax efter hans död. Utgivningstakten ökade under senare delen av hans liv, då också tidigare opublicerade ungdomsverk utgavs. Hans verks spreds också till större kyrkor genom avskrifter, inte alltid godkända av honom själv.
En av de stora frågorna kring den katolska kyrkomusiken som debatterades under 1500-talet var musikens förhållande till texten. En viktig milstolpe i denna diskussion var det tridentinska kyrkomötet i mitten av århundradet. Där fastslogs att texten klart skall kunna uppfattas och musiken skall understödja texten. Polyfonin var i detta läge utsatt och hotades att bannlysas i kyrkorna. Palestrina presenterade sin lösning på problemet med kombinationen av polyfoni och tydligt presenterad text i bland annat Marcellusmässan (Missa Papae Marcelli). Han var här återhållsam med att låta olika textstavelser ljuda samtidigt i skilda stämmor, och tenderar till att synkronisera stavelsernas diktion i olika stämmor. Marcellusmässan kom att bli en slags modell för den efterföljande kyrkomusiken. Palestrina fick också tillsammans med Annibale Zoilo i uppdrag av påve Gregorius XIII att revidera melodierna i Gradualen. Arbetet lämnades ofullbordat, och slutfördes 1614 av de båda kompositörernas lärjungar Francesco Soriano och Felice Anerio. Gradualen från 1614, kallad Medicæa eftersom den bekostades av Medici, fortsatte att användas till 1908.
Palestrinas stil präglas av en strävan efter harmoni och balans. Melodierna rör sig oftast stegvis och större språng undviks. Återupprepningar och sekvenser undviks. Strävan är att alla stämmor i en musikalisk sats skall ha melodiska kvalitéer. Palestrina är också mycket medveten i sin användning av dissonanser. Att studera hans stil är ett vanligt inslag under utbildningen i kontrapunkt för kompositörer.

## Verk (urval)
- Missa Papae Marcelli (1567; dedicerad åt påven Marcellus II)
- Missa brevis (1570)
- Missa sine nomine
- Stabat mater